# دبليو 52 (قنبلة نووية)
دبليو 52 هو رأس حربي نووي حراري تم تطويره للصاروخ البالستي قصير المدى الذي استخدمه جيش الولايات المتحدة من عام 1962 إلى عام 1977. يبلغ قطره 24 بوصة وطوله 57 بوصة ووزن 950 رطل. تم إنتاج 300 رأس نووي من نوع دبليو 52.
يدعي الباحث تشاك هانسن استنادا إلى بحثه في البرنامج النووي الأمريكي أن الرؤوس الحربية النووية دبليو 52 والرؤوس الحربية دبليو 30 (الانشطارية) يستخدمان كلاهما مرحلة أولية وأن هذا التصميم كان يطلق عليه اسم بوا الأساسي.